# Fantomius
Fantomius is een stripfiguur uit de Disneystrips, die deel uitmaakt van de cast rond Superdonald. Hij is een herendief uit de vroege jaren van de twintigste eeuw, wiens dagboek later Donald Duck ervan overtuigde om Superdonald te worden.
De werkelijke naam van Fantomius is Lord John Lamont Quackett. Hij is een edelman die 's nachts erop uittrekt om 'de rijken' te bestelen. Hij draagt dan een kostuum dat overeenkomt met dat wat Superdonald later zal dragen. In tegenstelling tot Superdonald heeft Fantomius echter ook nog een blauw masker over zijn hoofd. Hij wordt bijgestaan door zijn sidekick Dolly Paprika, zijn verloofde, gehuld in een rood kostuum.
In het verhaal Paperinik il diabolico vendicatore (Superdonald de duivelse wreker) uit 1969 vindt Donald Duck in Villa Rosa Fantomius' kostuum en diens geheime dagboek, waar hij zijn belevenissen in had opgeschreven. Donald besluit in navolging van Fantomius ook een geheime identiteit aan te nemen. Hij trekt het kostuum aan, en geholpen door gadgets van Fantomius neemt hij 's nachts wraak op zijn oom Dagobert Duck, met wie hij zojuist slaande ruzie had gehad. Hieruit groeide in de loop van de tijd de figuur van Superdonald als superheld.
Het eerste verhaal speelt zich af '100 jaar na de dood van Fantomius'. Aangenomen dat het verhaal speelt in het jaar dat het gepubliceerd werd, 1969, zou Fantomius in 1869 overleden zijn. In die tijd bevond de Amerikaanse westkust, waar Duckstad zich bevindt, zich echter nog midden in het Wilde Westen. De avonturen van Fantomius die in latere verhalen beschreven worden spelen zich dan ook af in het begin van de twintigste eeuw.
Fantomius komt met name voor in verhalen van Italiaanse origine. Ook in enkele recente verhalen van de Deense uitgeverij Egmont wordt echter verwezen naar Fantomius, en in een van de verhalen ontmoet Superdonald hem zelfs. De Fantomius uit deze verhalen verschilt echter behoorlijk van zijn Italiaanse tegenhanger. Hij is nog steeds in leven, maar heeft zich teruggetrokken. Hij komt over als een beoefenaar van oosterse vechtsport en in zijn vroegere ondernemingen werd hij niet bijgestaan door Dolly Paprika, maar door Ireyon, een onsterfelijke dievegge.

## Bron
- (en)  Phantomius, salimbeti.com Geraadpleegd op 21-09-2013